# Апостольский нунций в Румынии
Апостольский нунций в Румынии — дипломатический представитель Святого Престола в Румынии. Данный дипломатический пост занимает церковно-дипломатический представитель Ватикана в ранге посла. С 1998 года, апостольский нунций в Румынии является дуайеном дипломатического корпуса. Апостольская нунциатура в Румынии была учреждена на постоянной основе 16 июня 1920 года, дипломатические отношения прерваны в 1946 году, восстановлены 15 мая 1990 года.
В настоящее время Апостольским нунцием в Румынии является архиепископ Джампьеро Глодер, назначенный Папой Франциском 23 февраля 2023 года.

## История
До установления дипломатических отношений между Румынией и Святым Престолом в 1920 году, римско-католические архиепископы Бухареста служили в качестве представителей Верховного понтифика перед румынскими властями. Апостольская нунциатура в Румынии была учреждена на постоянной основе 16 июня 1920 года, папой римским Бенедиктом XV, с резиденцией в столице Румынии — городе Бухаресте. 12 июня 1920 года первый посол Румынии при Святом Престоле, Димитрий Пенеску, вручил свои верительные грамоты в Ватикане.
С приходом коммунистического правительства в конце Второй мировой войны дипломатические отношения между Святым Престолом и Румынией были прерваны. Апостольский нунций Андреа Кассуло был объявлен «персоной нон грата» румынскими коммунистическии властями. Между 1947-1950 годами Апостольскую нунциатуру, в ранге временного поверенного в делах возглавлял епископ Джеральд Патрик О’Хара, до своей высылки в 1950 году. 7 июля 1950 года, Румынская Народная Республика в одностороннем порядке разорвала дипломатические отношения со Святым Престолом.
Дипломатические отношения были восстановлены 15 мая 1990 года после крушения коммунистического режима. Резиденцией апостольского нунция в Румынии является Бухарест — столица Румынии. Апостольский нунций в Румынии с 22 марта 2003 года, по совместительству, исполняет функции апостольского нунция в Молдавии.
Правительство Чорбя, с 1 января 1998 года, ратифицировала нормы международного права, по которым Апостольский нунций является дуайеном дипломатического корпуса, аккредитованного в стране, где он находится.

## Апостольские нунции в Румынии
- Франческо Мармаджи — (1 сентября 1920 — 30 мая 1923 — назначен апостольским нунцием в Чехословакии);
- Анджело Мария Дольчи — (30 мая 1923 — 13 марта 1933, в отставке);
- Валерио Валери — (1 июля 1933 — 11 июля 1936 — назначен апостольским нунцием во Франции);
- Андреа Кассуло — (14 июня 1936 — 1947 — назначен апостольским делегатом в Турции);
  - Джеральд О’Хара — (1947 — 1950) — временный поверенный в делах;
  - Дипломатические отношения прерваны (1950 — 1990);
- Джон Буковски, S.V.D. — (18 августа 1990 — 24 декабря 1994 — назначен апостольским нунцием в России);
- Януш Болонек (23 января 1995 — 30 сентября 1998 — назначен официалом Государственного секретариата Ватикана);
- Жан-Клод Периссе (12 ноября 1998 — 15 октября 2007 — назначен апостольским нунцием в Германии);
- Франсиско Хавьер Лосано Себастьян — (10 декабря 2007 — 20 июля 2015, в отставке);
- Мигель Маури Буэндиа — (5 декабря 2015 — 13 апреля 2023 — назначен апостольским нунцием в Великобритании);
- Джампьеро Глодер — (23 февраля 2024 — по настоящее время).